# Marcel Hoffer
Pour les articles homonymes, voir Hoffer.
Marcel Hoffer, né le 13 juillet 1916 à Thaon-les-Vosges et mort le 23 juillet 1979 à Épinal, est un homme politique français.

## Biographie
Agent technique, il est membre de l'UNR-UDT puis de l'UDR. Il est élu député des Vosges du 25 novembre 1962 au 2 avril 1978 dans la 1re circonscription.
Le 13 avril 1974, il suit Jacques Chirac en signant l'« appel des 43 » visant à soutenir Valéry Giscard d'Estaing contre Jacques Chaban-Delmas.